# Ваноул, Дэвид
Дэвид Чарльз «Дино» Ваноул (англ. David Charles "Dino" Vanole; 6 февраля 1963, Редондо-Бич — 15 января 2007, Солт-Лейк-Сити) — американский футболист и футбольный тренер, выступавший на позиции вратаря. Выступал в чемпионатах Western Soccer Alliance и Американской профессиональной лиге футбола. За сборную США провёл 14 игр, был в заявках на чемпионат мира 1990 года и Олимпиаду 1988 года.

## Биография

### Ранние годы
Окончил школу Авиэйшн в Редондо-Бич (штат Калифорния), где занимался футболом и четыре раза входил в символическую сборную Всеокеанской лиги. В 1981—1985 играл за команду «Брюинз» Калифорнийского университета Лос-Анджелеса, в чемпионате NCAA помог команде победить в финале Американский университет после восьми овертаймов.

### Профессиональная карьера
Ваноул выступал за «Лос-Анджелес Хит» в 1986—1990 годах и за «Сан-Хосе Эрткуэйкс» в 1988 году. В его активе также игры за «Уичита Уингз» в чемпионате Major Indoor Soccer League в 1987—1988 годах. Карьеру завершил в 1991 году в «Сан-Франциско-Бэй Блэкхокс» победой в Американской профессиональной лиге футбола.

### В сборной
Дебютировал 5 февраля 1986 года в матче против Канады (0:0). Всего провёл 18 игр за сборную США, из которых 14 признаны официальными. Провёл 4 матча на Олимпиаде в Сеуле, которые не признаны ФИФА официальными. В 1986 и 1987 годах выходил в стартовом составе в 4 из 5 игр сборной США. 30 апреля 1989 года в матче против Коста-Рики Ваноул отбил в компенсированное время пенальти и принёс сборной победу 1:0, которая помогла выиграть путёвку на чемпионат мира в Италию.
Из-за проблем с лишним весом Ваноул уступил «пост номер один» Тони Меоле: ключевым моментом стал товарищеский матч против клуба «Рома» (победа США 4:3). В январе 1990 года Ваноул покинул расположение сборной США из-за несогласия с условиями своего контракта, но его всё-таки взяли в состав на чемпионат мира в Италию. На скамейке запасных Ваноул сидел, нося бейсболку с приколотым к ней с флагом США, чем привлёк внимание мировых СМИ. Тренер Боб Ганслер раскритиковал поступок Ваноула, который показывал непрофессиональное отношение к чемпионату мира.
Ваноул также играл в пляжный футбол и дважды признавался лучшим вратарём США в пляжном футболе, а также выступал за сборную США по мини-футболу на чемпионате мира 1989.

### После карьеры игрока
Ваноул работал тренером вратарей в командах Калифорнийского университета Лос-Анджелеса, женской олимпийской сборной США и молодёжной сборной до 20 лет. Также работал тренером вратарей «Ди Си Юнайтед», «Вашингтон Фридом» (женский клуб) и «Нью-Ингленд Революшн».
15 января 2007 года Дэвид Ваноул скончался в Солт-Лейк-Сити от сердечного приступа: он отдыхал с семьёй на горнолыжном курорте. У него остались мать, несколько братьев и сестёр, супруга (Керри Тэтлок, старший директор НБА по вопросам маркетинга и партнёрства) и многочисленные родственники.